# Mario Garcés
Mario Garcés Durán (Santiago, 11 de diciembre de 1952) es un historiador chileno, dedicado al estudio de los movimientos populares.

## Biografía
Obtuvo la licenciatura en Historia en la Pontificia Universidad Católica de Chile, y el doctorado nuevamente en su alma máter. Ha trabajado por largos años en Eco Educación y Comunicación, organización no gubernamental orientada al tema de la educación popular y las comunicaciones, y de la cual es su director. 
En los años 80 su campo de acción incluyó la recuperación de la historia del movimiento sindical, lo que se tradujo en la publicación de Cuadernos de Historia Popular por parte del Taller Nueva Historia. En ECO también llevó a cabo proyectos colectivos de recuperación histórica en varias "poblaciones", en particular aquellas que surgieron a partir de tomas de terreno, en los años '60 y '70.  
En el trabajo de recuperación de la memoria histórica se vinculó con otros investigadores dedicados a la historia oral, como Nancy Nicholls y Ana María Farías. Como académico se desempeñó en la Universidad Arcis, donde compartió con Sergio Grez y Gabriel Salazar. Abandonó esta última institución tras una crisis que lo llevó por un corto período a la Universidad Bolivariana. Enseña en la Universidad de Santiago de Chile.

## Libros
- Crisis social y motines populares en el 1900, Documentas, Santiago, 1991
- Tomando su sitio. El movimiento de pobladores de Santiago, 1957-1970, LOM Ediciones, Santiago, 2002
- Crisis social y motines populares en el 1900, LOM, Santiago, 2003
- Nosotros los chilenos 5. El mundo de las poblaciones, con Poli Délano y Valentina González; LOM, Santiago, 2004
- Para una historia de los DD.HH. en Chile. Historia de la Fundación de Ayuda Social a las Iglesias Cristianas, Fasic, con Nancy Nicholls; LOM, Santiago, 2005
- Cuando hicimos historia, con Julio Pinto; LOM, Santiago, 2005
- El despertar de la sociedad. Los movimientos sociales de América Latina y Chile, LOM, Santiago, 2012
- El Golpe en La Legua. Los caminos de la historia y la memoria, con Sebastián Leiva; LOM, Santiago, 2012
- El movimiento obrero y el Frente Popular (1936-1939). LOM Ediciones, Santiago, 2018.
- Pan, trabajo, justicia y libertad. Las luchas de los pobladores en Dictadura (1973-1990), LOM Ediciones, Santiago, 2019.
- Estallido social y una nueva constitución para Chile. LOM Ediciones, Santiago, 2020.
- La Unidad Popular y la revolución en Chile. LOM Ediciones, Santiago, 2020.